# Chris Rock
Christopher Julius Rock (sinh ngày 7 tháng 2 năm 1965) là một diễn viên hài, diễn viên, nhà văn, nhà sản xuất và đạo diễn người Mỹ.
Sau khi làm việc như một diễn viên hài độc lập và xuất hiện trong các vai phụ trong phim, Rock đã trở nên nổi tiếng hơn với vai trò là một diễn viên của Saturday Night Live vào đầu những năm 1990. Anh tiếp tục tham gia những bộ phim nổi bật hơn, với các vai chính trong Down to Earth (2001), Head of State (2003), The Longest Yard (2005), sê-ri phim Madagascar (2005-2012), Grown Ups (2010), phần tiếp theo Grown Ups 2 (2013), Top Five (2014) và một loạt các sản phẩm đặc biệt của HBO. Anh đã phát triển, viết và dẫn chương trình bộ phim sitcom Everybody Hates Chris (2005-2009), dựa trên cuộc sống ban đầu của bản thân.
Rock đã dẫn chương trình Giải Oscar lần thứ 77 vào năm 2005 và lần thứ 88 vào năm 2016. Anh đã giành được bốn giải thưởng Emmy và ba giải Grammy. Anh được bình chọn là diễn viên hài kịch đứng thứ năm trong cuộc bầu chọn do Comedy Central thực hiện. Anh cũng đã được bầu chọn ở Vương quốc Anh là diễn viên hài độc lập lớn thứ chín trong 100 Diễn viên hài độc thoại nổi bật nhất của Kênh 4 năm 2007, và một lần nữa trong danh sách cập nhật năm 2010 là diễn viên hài độc lập đứng thứ tám trong danh sách.

## Tuổi thơ
Christopher Julius Rock được sinh ra ở Andrew, Nam Carolina vào ngày 7 tháng 2 năm 1965. Không lâu sau khi anh được sinh ra, bố mẹ anh chuyển đến khu phố Crown Heights ở Brooklyn, New York. Vài năm sau, họ tái định cư và định cư tại khu vực tầng lớp lao động của Bedford-Stuyvesant. Mẹ của anh, Rosalie (nhũ danh Tingman), là một giáo viên và nhân viên xã hội cho người khuyết tật tâm thần; Cha của anh, Julius Rock, là một tài xế xe tải và người giao báo. Julius qua đời năm 1988 sau ca phẫu thuật vết loét. Các em trai của Rock, Tony, Kenny, và Jordan  cũng làm trong ngành giải trí. Anh trai cùng cha khác mẹ của anh, Charles, đã qua đời năm 2006 sau một thời gian dài chống chọi với chứng nghiện rượu. Rock đã nói rằng anh ta bị ảnh hưởng bởi phong cách biểu diễn của ông nội, Allen Rock, một nhà thuyết giáo.
Lịch sử gia đình của Rock đã được ghi lại trong loạt phim PBS American American Lives 2 năm 2008. Xét nghiệm DNA cho thấy anh là người gốc Cameroon, đặc biệt là người dân Udeme ở miền bắc Cameroon. Ông cố của Rock, Julius Caesar Tingman, là nô lệ trong 21 năm trước khi phục vụ trong Nội chiến Mỹ với tư cách là một phần của Quân đội da màu Hoa Kỳ. Trong những năm 1940, ông nội của Rock đã chuyển từ Nam Carolina đến Thành phố New York để trở thành một người lái xe taxi và nhà truyền giáo.
Rock đã được cuyển đến các trường học trong các khu phố chủ yếu là da trắng của Brooklyn, nơi anh chịu đựng sự bắt nạt và đánh đập từ các học sinh da trắng. Khi anh lớn lên, việc bắt nạt trở nên tồi tệ hơn và cha mẹ của Rock đã rút anh ra khỏi trường trung học James Madison. Anh đã bỏ học cấp ba hoàn toàn, nhưng sau đó anh ấy đã kiếm được một chứng chỉ GED. Rock sau đó làm công việc mang tính chất thời vụ tại nhiều nhà hàng thức ăn nhanh khác nhau.

## Hoạt động nghệ thuật

### Điện ảnh
| Năm  | Tên phim         | Vai diễn | Ghi chú |
| ---- | ---------------- | -------- | ------- |
| 2022 | Canterbury Glass |          |         |